# Elementarmatrix
Unter einer Elementarmatrix oder Eliminationsmatrix versteht man in der linearen Algebra eine quadratische Matrix, welche sich entweder durch die Änderung eines einzigen Eintrages oder durch Vertauschen zweier Zeilen von einer {\displaystyle n\times n}-Einheitsmatrix {\displaystyle I_{n}} unterscheidet.
Die Matrixmultiplikation mit Elementarmatrizen führt zu den sogenannten elementaren Zeilen- und Spaltenumformungen. Diese Matrixumformungen umfassen das Addieren des {\displaystyle \alpha }-fachen einer Zeile zu einer anderen, das Vertauschen von zwei Zeilen und das Multiplizieren einer einzelnen Zeile mit einem von Null verschiedenen Wert {\displaystyle \gamma }. Multipliziert man eine {\displaystyle n\times p}-Matrix {\displaystyle A} von links mit einer Elementarmatrix, so entspricht das einer elementaren Zeilenumformung der Matrix {\displaystyle A}. Elementarmatrizen können auch von rechts an eine Matrix {\displaystyle A} multipliziert werden und entsprechen dann elementaren Spaltenumformungen von {\displaystyle A}.
Die Elementarmatrizen sind die Grundlage für den Gauß-Algorithmus und die Äquivalenztransformation. Mit ihnen kann ein lineares Gleichungssystem, welches in eine Matrix überführt wurde, auf Stufenform gebracht werden, um dann die Lösung des Systems nach speziellen Regeln abzulesen.

## Typen von Elementarmatrizen
Im Folgenden sei {\displaystyle K} ein Körper, {\displaystyle I_{n}} eine {\displaystyle n\times n}-Einheitsmatrix und {\displaystyle E_{i,j}} eine {\displaystyle n\times n}-Standardmatrix, d. h. eine Matrix aus Nullelementen, mit der Ausnahme, dass an der Stelle {\displaystyle (i,j)} ein Einselement steht, wobei {\displaystyle i} als Zeilenindex und {\displaystyle j} als Spaltenindex der Matrizen verwendet wird.
Man unterscheidet drei Typen von Elementarmatrizen:

### Typ 1
Diese Matrix hat in ihrer Hauptdiagonale nur Einselemente, ansonsten nur Nullelemente, mit der Ausnahme der Stelle {\displaystyle (i,j)}, wo  der Wert {\displaystyle \alpha \in K} steht, wobei {\displaystyle i\neq j} sein muss – d. h. der Wert {\displaystyle \alpha } darf nicht in der Hauptdiagonalen stehen.
Erzeugt wird dies durch
{\displaystyle I_{n}+\alpha \cdot E_{i,j}}, wobei {\displaystyle \alpha \in K} und {\displaystyle i\neq j} ist.
Zur Abkürzung schreiben wir
{\displaystyle R_{i,j}(\alpha )=I_{n}+\alpha \cdot E_{i,j};}
man beachte jedoch, dass es sich dabei nicht um eine Standardnotation handelt.
Explizit gilt also
{\displaystyle R_{i,j}(\alpha )={\begin{pmatrix}1&0&0&\cdots &0\\0&1&0&\cdots &0\\0&0&1&\cdots &0\\\vdots &\vdots &\vdots &\ddots &\vdots \\0&0&0&\cdots &1\\\end{pmatrix}}+\alpha \cdot {\begin{pmatrix}0&0&0&\cdots &0\\0&0&0&1&0\\0&0&0&\cdots &0\\\vdots &\vdots &\vdots &\ddots &\vdots \\0&0&0&\cdots &0\\\end{pmatrix}}={\begin{pmatrix}1&0&0&\cdots &0\\0&1&0&\alpha &0\\0&0&1&\cdots &0\\\vdots &\vdots &\vdots &\ddots &\vdots \\0&0&0&\cdots &1\\\end{pmatrix}}},
wobei {\displaystyle \alpha } in der {\displaystyle i}-ten Zeile und {\displaystyle j}-ten Spalte steht.

### Beispiele
{\displaystyle R_{2,1}(-7)={\begin{pmatrix}1&0&0\\-7&1&0\\0&0&1\\\end{pmatrix}}}
{\displaystyle R_{1,3}(-3)={\begin{pmatrix}1&0&-3&0\\0&1&0&0\\0&0&1&0\\0&0&0&1\\\end{pmatrix}}}

### Typ 2
Diese Matrix entspricht einer Einheitsmatrix {\displaystyle I_{n}}, in der die {\displaystyle i}-te mit der {\displaystyle j}-ten Zeile vertauscht wurde (natürlich {\displaystyle i\neq j}). Dabei wird in der Hauptdiagonale von {\displaystyle I_{n}} an den Stellen {\displaystyle (i,i)} und {\displaystyle (j,j)} das Einselement weggezählt (um Null zu erhalten) und an den Stellen {\displaystyle (i,j)} und {\displaystyle (j,i)} das Einselement wieder hinzugefügt. Bei diesem Typ handelt es sich also um die Permutationsmatrix einer Transposition.
Folgende Matrizenoperationen führen dies aus:
{\displaystyle I_{n}-E_{i,i}-E_{j,j}+E_{i,j}+E_{j,i}}, für {\displaystyle i\neq j}
Zur Abkürzung definieren wir hier den Typ 2 als
{\displaystyle T_{i,j}=I_{n}-E_{i,i}-E_{j,j}+E_{i,j}+E_{j,i}}
Die Operationen sehen allgemein so aus:
{\displaystyle {\begin{pmatrix}1&&&&\\&1&&&\\&&\ddots &&\\&&&1&\\&&&&1\\\end{pmatrix}}-{\begin{pmatrix}&&&&\\&1_{(i,i)}&&&\\&&&&\\&&&&\\&&&&\\\end{pmatrix}}-{\begin{pmatrix}&&&&\\&&&&\\&&&&\\&&&1_{(j,j)}&\\&&&&\\\end{pmatrix}}+{\begin{pmatrix}&&&&\\&&&1_{(i,j)}&\\&&&&\\&&&&\\&&&&\\\end{pmatrix}}+{\begin{pmatrix}&&&&\\&&&&\\&&&&\\&1_{(j,i)}&&&\\&&&&\\\end{pmatrix}}=}
{\displaystyle ={\begin{pmatrix}1&&&&\\&0_{(i,i)}&\cdots &1_{(i,j)}&\\&\vdots &1&\vdots &\\&1_{(j,i)}&\cdots &0_{(j,j)}&\\&&&&1\\\end{pmatrix}}}
Das folgende Beispiel zeigt, wie die {\displaystyle i}-te mit der {\displaystyle j}-ten Zeile vertauscht wird:

### Beispiel
{\displaystyle T_{1,2}={\begin{pmatrix}1&0&0\\0&1&0\\0&0&1\\\end{pmatrix}}-{\begin{pmatrix}1&0&0\\0&0&0\\0&0&0\\\end{pmatrix}}-{\begin{pmatrix}0&0&0\\0&1&0\\0&0&0\\\end{pmatrix}}+{\begin{pmatrix}0&1&0\\0&0&0\\0&0&0\\\end{pmatrix}}+{\begin{pmatrix}0&0&0\\1&0&0\\0&0&0\\\end{pmatrix}}={\begin{pmatrix}0&1&0\\1&0&0\\0&0&1\\\end{pmatrix}}}
Analog ist
{\displaystyle T_{2,4}={\begin{pmatrix}1&0&0&0\\0&0&0&1\\0&0&1&0\\0&1&0&0\\\end{pmatrix}}}

### Typ 3
Die Hauptdiagonale dieser Matrix besteht aus Einselementen, bis auf die Stelle {\displaystyle (i,i)}, wo der Wert {\displaystyle \gamma \in K} eingefügt wird, der ungleich Null sein muss. Außerhalb der Hauptdiagonale stehen nur Nullelemente.
Dies wird erreicht über
{\displaystyle I_{n}+(\gamma -1)\cdot E_{i,i}}, mit {\displaystyle \gamma \in K} und {\displaystyle \gamma \neq 0}
(An der Stelle {\displaystyle (i,i)} wird {\displaystyle \gamma } hinzugezählt und 1 abgezogen.)
Zur Abkürzung soll hier der Typ 3 als
{\displaystyle S_{i}(\gamma )=I_{n}+(\gamma -1)\cdot E_{i,i}}
definiert werden. Wiederum handelt es sich nicht um eine Standardnotation.
Ausgeführte Operationen:
{\displaystyle {\begin{pmatrix}1&&&&\\&1&&&\\&&\ddots &&\\&&&1&\\&&&&1\\\end{pmatrix}}+(\gamma -1)\cdot {\begin{pmatrix}&&&&&\\&1_{(i,i)}&&&&\\&&&&&\\&&&&&\\&&&&&\\\end{pmatrix}}={\begin{pmatrix}1&&&&\\&\gamma _{(i,i)}&&&\\&&\ddots &&\\&&&1\\&&&&1\\\end{pmatrix}}}

### Beispiele
{\displaystyle S_{2}(8)={\begin{pmatrix}1&0&0\\0&8&0\\0&0&1\\\end{pmatrix}}}
{\displaystyle S_{3}(17)={\begin{pmatrix}1&0&0&0\\0&1&0&0\\0&0&17&0\\0&0&0&1\\\end{pmatrix}}}

## Einfluss der Elementarmatrizen auf andere Matrizen
Sei A eine {\displaystyle n\times m}-Matrix und {\displaystyle R_{i,j}(\alpha )}, {\displaystyle T_{i,j}} und {\displaystyle S_{i}(\gamma )} jeweils Matrizen vom Typ 1, Typ 2 und Typ 3.
Multiplikation von links ergibt Zeilenumformungen:
- {\displaystyle S_{i}(\gamma )\cdot A} multipliziert die i-te Zeile von A mit dem Wert {\displaystyle \gamma }, wobei die übrigen Zeilen unverändert bleiben (EZU I)
- {\displaystyle R_{i,j}(\alpha )\cdot A} addiert das {\displaystyle \alpha }-fache der j-ten Zeile von A zur i-ten Zeile von A. (EZU II)
- {\displaystyle T_{i,j}\cdot A} vertauscht die i-te Zeile von A mit der j-ten Zeile von A. (EZU III)

Multiplikation von rechts ergibt Spaltenumformungen:
- {\displaystyle A\cdot S_{i}(\gamma )} multipliziert die i-te Spalte von A mit dem Wert {\displaystyle \gamma }, wobei die übrigen Spalten unverändert bleiben. (ESU I)
- {\displaystyle A\cdot R_{i,j}(\alpha )} addiert das {\displaystyle \alpha }-fache der i-ten Spalte von A zur j-ten Spalte von A. (ESU II) Man beachte die vertauschte Bedeutung von i und j im Gegensatz zur Zeilenumformung.
- {\displaystyle A\cdot T_{i,j}} vertauscht die i-te Spalte von A mit der j-ten Spalte von A. (ESU III)

Siehe hierzu auch Matrizenmultiplikation.
Diese Eigenschaften sind wichtig für Lösungsverfahren von Matrizenrechnungen, wie zum Beispiel den Gauß-Jordan-Algorithmus.
Merkhilfe: Um für eine der oben genannten Umformungen die passende Elementarmatrix zu konstruieren, muss die entsprechende Umformung auf die Einheitsmatrix {\displaystyle I_{n}} angewendet werden. Um beispielsweise die Elementarmatrix zu erhalten, die die erste und zweite Zeile einer Matrix vertauscht, werden die erste und zweite Zeile der Einheitsmatrix vertauscht, wodurch sich {\displaystyle T_{1,2}} ergibt.

## Generelle Eigenschaften
- Elementare Zeilenumformungen (bzw. Spaltenumformungen) ergeben sich durch Linksmultiplikation (bzw. Rechtsmultiplikation) mit einer Elementarmatrix.
- Der Rang einer Matrix ändert sich durch elementare Zeilen- oder Spaltenumformungen nicht.
- Ist ein lineares Gleichungssystem in der Form {\displaystyle (A,b)} mit {\displaystyle A\in K^{m\times n}} und {\displaystyle b\in K^{m\times 1}} gegeben, dann ändern folgende Operationen (ermöglicht durch Multiplikation mit Elementarmatrizen) nichts an der Lösung und werden deshalb auch elementare Umformungen genannt (wobei die Operationen auf A und b gleichzeitig auszuführen sind):
  1. Das Addieren des {\displaystyle \alpha }-fachen Wertes einer Zeile zu einer anderen Zeile.
  2. Das Vertauschen zweier Zeilen.
  3. Das Multiplizieren einer Zeile mit einem Wert ungleich Null.

## Gruppentheoretische Eigenschaften
Es sei {\displaystyle \mathrm {GL} _{n}(K)} die Gruppe der invertierbaren n×n-Matrizen.
- Elementarmatrizen sind invertierbar, und die Zuordnungen

{\displaystyle K\to \mathrm {GL} _{n}(K),\quad \alpha \mapsto R_{i,j}(\alpha )}
sowie
{\displaystyle K^{\times }\to \mathrm {GL} _{n}(K),\quad \alpha \mapsto S_{i}(\alpha )}
sind Gruppenhomomorphismen. Insbesondere gilt
{\displaystyle R_{i,j}(\alpha )^{-1}=R_{i,j}(-\alpha )}
und
{\displaystyle S_{i}(\alpha )^{-1}=S_{i}(\alpha ^{-1}).}
Die Matrizen {\displaystyle T_{i,j}} sind ihre eigenen Inversen:
{\displaystyle T_{i,j}^{-1}=T_{i,j}.}
- Jede invertierbare Matrix lässt sich als Produkt von Elementarmatrizen schreiben, d. h. die Elementarmatrizen erzeugen die Gruppe {\displaystyle \mathrm {GL} _{n}(K)}. Dafür genügen auch schon Typ 1 und Typ 3, denn für verschiedene {\displaystyle i,j\in \{1,\ldots ,n\}} gilt die Darstellung {\displaystyle T_{i,j}=S_{i}(-1)\,R_{i,j}(-1)\,R_{j,i}(1)\,R_{i,j}(-1).} Darauf beruht auch eine wichtige Anwendung von Elementarmatrizen: Um eine Aussage für alle invertierbaren Matrizen zu beweisen, genügen die folgenden zwei Punkte:
  1. Sie gilt für Elementarmatrizen vom Typ 1 und 3.
  2. Gilt sie für Matrizen A und B, so gilt sie auch für ihr Produkt AB.